# Canon de 85 mm M1939
Le canon de 85 mm M1939 (52-K), aussi appelé KS-12, est un canon antiaérien lourd produit par l’URSS à partir de 1939. Une version améliorée, le modèle 1944, a été produite à partir de 1944.

## Historique
Afin de parer à l’obsolescence de ses canons antiaériens, l’Union soviétique en développe un nouveau modèle à la fin des années 1930. Celui-ci est dérivé du canon de 76,2 mm M1938, dont il ne se distingue guère que par son calibre supérieur de 85 mm et son frein de bouche. La production du nouveau canon, nommé KS-12, débute en 1941 à Kaliningrad, mais elle doit rapidement être délocalisée à l’est de l’Oural en raison de l’invasion allemande. À partir de 1944, le modèle 1939 est remplacé sur la chaîne de production par le modèle 1944 ou KS-18. Celui-ci est presque identique mais peut utiliser des charges propulsives plus importantes, augmentant ainsi la puissance de l’arme.
Canons antiaériens standards des armées soviétiques jusqu’à la fin de la Seconde Guerre mondiale, les modèles 1939 et 1944 ont aussi été utilisés avec succès comme canons antichars, sur le modèle du canon de 88 mm allemand. Les canons capturés par les Allemands ont été utilisés par ceux-ci sous les noms 8,5-cm Flak M.39 (r) et 8,5-cm Flak M.44 (r). Afin de pallier le problème de l’approvisionnement en munitions, le calibre de 85 mm n’étant pas utilisé dans leurs armées, les Allemands ont également réalésé une partie des pièces au calibre de 88 mm. Les canons modifiés de la sorte, des M1939 pour la plupart, sont appelés 8,5/8,8-cm Flak M.39 (r).
Alors que les deux modèles ont été remplacés dans l’armée soviétique par des canons de plus gros calibre après la Seconde Guerre mondiale, ils sont encore utilisés pendant plusieurs décennies par les pays du pacte de Varsovie et leurs autres alliés. Ils sont ainsi utilisés contre l’aviation américaine pendant la guerre du Viêt Nam, avec toutefois un guidage par radar et non plus manuel. Les KS-12 et KS-18 sont encore utilisés par l'armée irakienne pendant la guerre du Golfe.

### Données techniques
| Modèle                  | Canon de 85 mm M1939 | Canon de 85 mm M1944 |
| ----------------------- | -------------------- | -------------------- |
| Longueur hors tout      | 7,05 m               |                      |
| Largeur                 | 2,15 m               |                      |
| Hauteur                 | 2,25 m               |                      |
| Longueur du canon       | 4,69 m               |                      |
| Longueur en calibres    |                      |                      |
| Longueur du tube        | 3,49 m               |                      |
| Masse en ordre de route | 4 220 kg             |                      |
| Masse en batterie       | 3 057 kg             |                      |
| Calibre                 | 85 mm                |                      |
| Projectile              |                      |                      |
| Masse du projectile     | 9,2 kg               |                      |
| Vitesse initiale        | 800 m/s              |                      |
| Plafond pratique        | 10 500 m             |                      |
| Portée                  |                      |                      |
| Hausse                  | +82° à -2°           |                      |
| Azimut                  | 360°                 |                      |